# دریای میانه‌ای استرالزی

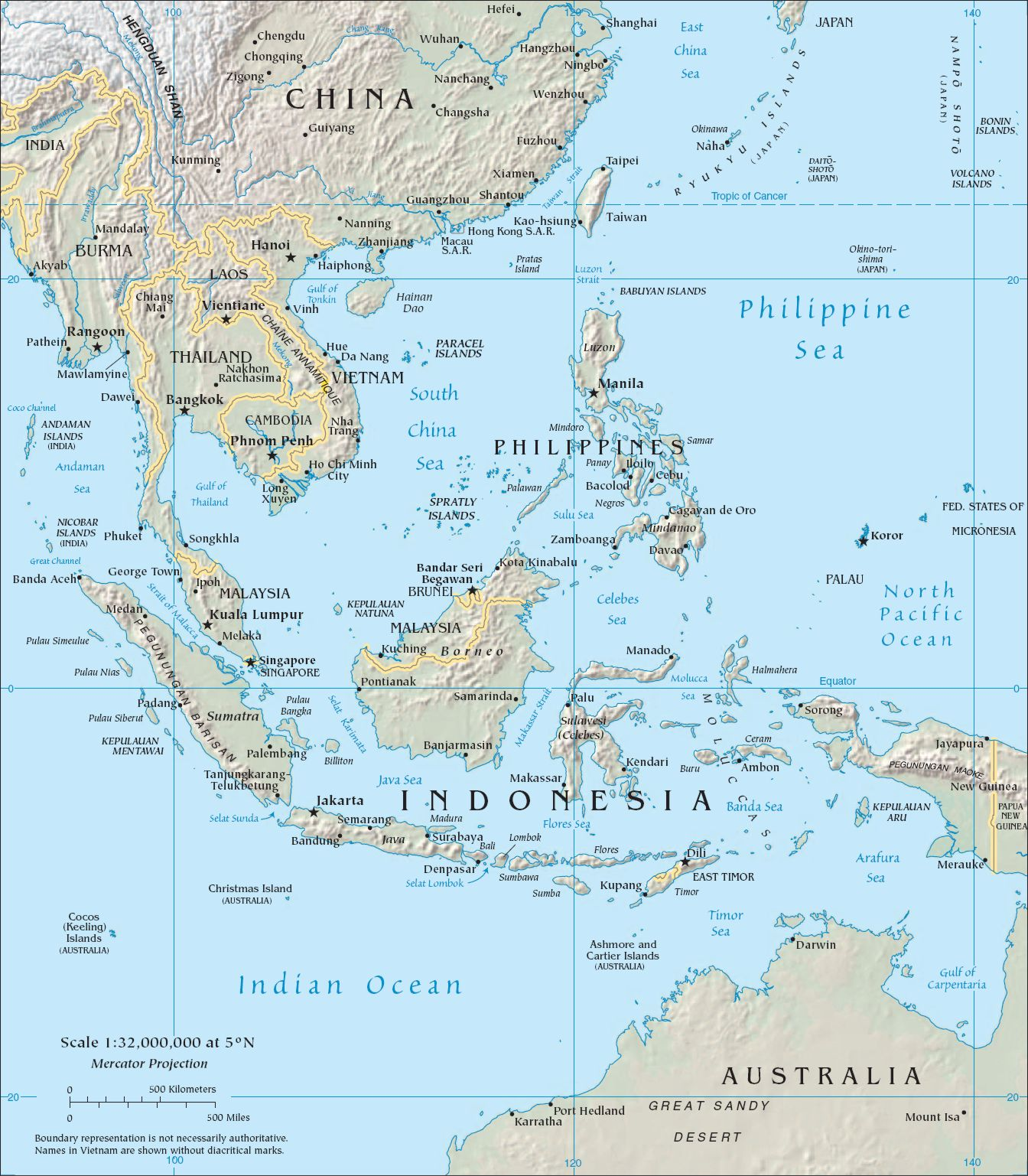
دریای میانه‌ای استرالزی.

دریای میانه‌ای استرالزی (انگلیسی: Australasian Mediterranean Sea) یک دریای میانه‌ای است که در محدوده بین جنوب شرقی آسیا و استرالیا قرار گرفته‌است. این دریا اقیانوس‌های هند و آرام را به هم متصل می‌کند. مساحت آن ۹٫۰۸ میلیون کیلومتر مربع و بیشینه ژرفا در دریای میانه‌ای استرالزی هفت هزار و ۴۴۰ متر است. دریای میانه‌ای استرالزی برخلاف دریای میانه‌ای آمریکا و دریای مدیترانه با قاره‌ها احاطه نشده بلکه تنها جزایر و شبه جزیره‌ها آن را فرا گرفته‌اند.

## دریاهای حاشیه ای
دریای میانه‌ای استرالزی دریاهای ذیل را شامل می‌شود:
1. دریای آرافورا
2. دریای بالی
3. دریای باندا
4. دریای سلب
5. دریای فلورس
6. دریای جاوه
7. دریای ملوک
8. دریای سرام
9. دریای جنوبی چین
10. دریای سولو
11. دریای تیمور

ایالت‌ها یا سرزمین‌هایی با ساحل دریای مدیترانه استرالیا عبارتند از: استرالیا، برونئی، چین، اندونزی، کامبوج، مالزی، پاپوآ گینه نو، فیلیپین، سنگاپور، تایوان، تایلند، تیمور شرقی و ویتنام. این تنگه شامل تنگه‌های مالاکا، سنگاپور و لوزون است و با شبه جزیره هندوچین و مالزی همجوار است. جزایر زیر در داخل آن قرار دارند:
- جزیره باترست (قلمرو شمالی)، گروت ایلند، هاینان، فو کوک، کو چانگ، مجمع الجزایر سامویی، نانگ یوان، کو فانگان، جزیره ساموی، کو تائو، تیومان، جزیره ملویل (استرالیا)، جزایر ملوک، گینه نو، جزایر پاراسل، جزیره پراتاس، فیلیپین، ریائو، مجمع الجزایر سانگیر، جزایر اسپراتلی، جزایر سوندای بزرگ (بورنئو، سوماترا، جاوه، سولاوسی)، جزایر سوندای کوچک (بالی، فلورس، جزیره کومودو، لومبوک، سومبا، سومباوا، تیمور)، تایوان و جزایر تالائود.